# The Moodists
The Moodists — австралийская постпанк-группа, образованная в 1980 году в Мельбурне участниками панк-группы The Sputniks, относившаяся (согласно рецензиям Trouser Press) к «убойно-грайндовой школе готик-панка» и — сочетанием плотного «металлического» бас-гитарного звука, бритвенно-острых гитарных риффов и «демонических завываний» Дэйва Грэйни — демонстрировала способность к созданию «жутчайшего грохота», хоть и звучала при иногда неожиданно мелодично. The Moodists выпустили 8 синглов, 2 мини-альбома и 2 полнофортматных альбома, первый из которых, Engine Shudder, поднялся до #19 в UK Indie Chart.

## История группы
Перебравшись в Лондон, The Moodists стали заметными фигурами здешней альтернативной сцены, исполняя музыку, в чём-то созвучную стилю друзей и единомышленников (Birthday Party, The Scientists и др.) но в ещё большей степени продолжавшую традиции детройтского гаражного рока (The Stooges, MC5), что проявлялось и в сценическом действе: Грэйни не раз называли последователем Игги Попа. Сам Грэйни, кроме того, называл в числе своих любимых исполнителей кантри-классиков Мерла Хэггарда и Хэнка Уильямса-старшего: это влияние наложило отпечаток на сюжеты его песен, в которых критики отмечали «глубину и юмор»..
В 1987 году The Moodists распались; Грэйни и Мур образовали Dave Graney with the Coral Snakes (при участии Малкольма Росса из Orange Juice). В 1996 году Грэйни получил Australian Record Industry Association (ARIA) Award как Лучший исполнитель Австралии.
В 2003 году после выхода ретроспективного сборника Two Fisted Art (на W.Minc Records, лейбле гитариста Стива Миллера) The Moodists воссоединились и дали 5 концертов в Мельбурне.

## Дискография

### Альбомы
- Engine Shudder (Au Go Go Records, 1983)
- Thirsty's Calling LP (Red Flame/Virgin Records, 1984)
- Double Life EP (Red Flame/Virgin Records, 1985)
- Two Fisted Art (W.Minc, 2003)

### Синглы
- Where The Trees Walk Down Hill (Au Go Go Records, 1981)
- Gone Dead/Chad’s Car (Au Go Go Records, 1982)
- The Disciples Know (Red Flame/Virgin Records, 1983)
- Runaway (Red Flame/Virgin Records, 1984)
- Enough Legs To Live On (Red Flame/Virgin Records, 1985)
- Justice And Money Too (Creation Records, 1985)
- Take The Red Carpet Out Of Town (TIM Records,1986)
- The Moodists (TIM Records,1986)